# 木尾虎之助

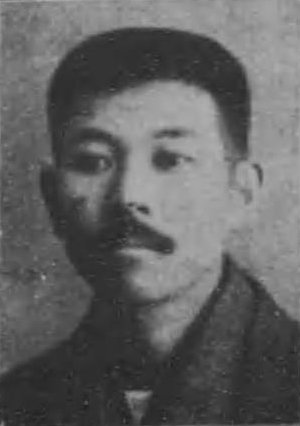
木尾虎之助

木尾 虎之助（このお とらのすけ、1879年（明治12年）11月18日 – 1956年（昭和31年）12月23日）は、明治から昭和期の弁護士、政治家。衆議院議員（憲政会）。

## 経歴
鹿児島県薩摩郡入来村（入来町を経て現薩摩川内市）で、木尾善十郎の息子として生まれた。三州義塾、鹿児島県第一中学校（現鹿児島県立鶴丸高等学校）を経て、1902年（明治35年）日本法律学校（現在の日本大学）を卒業し、弁護士試験に合格した。東洋大学講師、警視庁警察官消防官練習所講師を経て、1907年（明治40年）に東京市に弁護士事務所を開いた。翌年、朝鮮半島に渡り、漢城府（のち京城府）に弁護士事務所を開き、朝鮮鉱業新報社社長などを務めた。
1912年（明治45年）5月、第11回衆議院議員総選挙（鹿児島県郡部）では次点で落選。1915年（大正4年）3月の第12回総選挙（鹿児島県郡部）でも次点で落選したが、柚木慶二の死去に伴い1916年（大正5年）2月19日に繰上補充となり、憲政会に所属して衆議院議員に1期在任した。
その後、再び渡鮮し、1922年（大正11年）には京城内地人弁護士会会長に選出された。その他、京城鍾路劇場社長、李王家法律顧問なども務めて第二次世界大戦の終戦まで京城に在住した。その後、故郷の入来に引き揚げた。

## 弁護士として
李氏朝鮮時代に王女が両班の洪氏に降嫁するのにあたり、朝鮮国王は洪氏に荷衣三島（荷衣島、上苔島、下苔島の三島。現在は荷衣島は全羅南道新安郡荷衣面、上苔島と下苔島は全羅南道新安郡新衣面に属する。上苔島と下苔島は干拓で接続され、両島を合わせて新衣島と呼ばれる。）の徴税権を3代まで与えた。しかし洪氏は4代目以降も徴税を続け、一方で政府も徴税を再開したため、島民の不平は高まった。その後、洪氏は島が洪氏の所有であるとの証明書を取得し、島を日本人に売却した。やがて島民と地主との間に訴訟が起こると、木尾は島民の弁護を引き受け、勝訴に導いた。島民は顕彰碑を建立し、木尾に感謝を示した。
1919年の三・一運動の際には、花井卓蔵・大久保雅彦らとともに、騒擾罪に問われた孫秉煕ら指導者の弁護にあたった。

## 著書
- 『警察官用 帝国憲法論』有斌館、1908年。